# Cevicos
Cevicos è un comune della Repubblica Dominicana di 14.989 abitanti, situato nella Provincia di Sánchez Ramírez. Comprende, oltre al capoluogo, un distretto municipale: La Cueva.